# Süddeutsche Zeitung

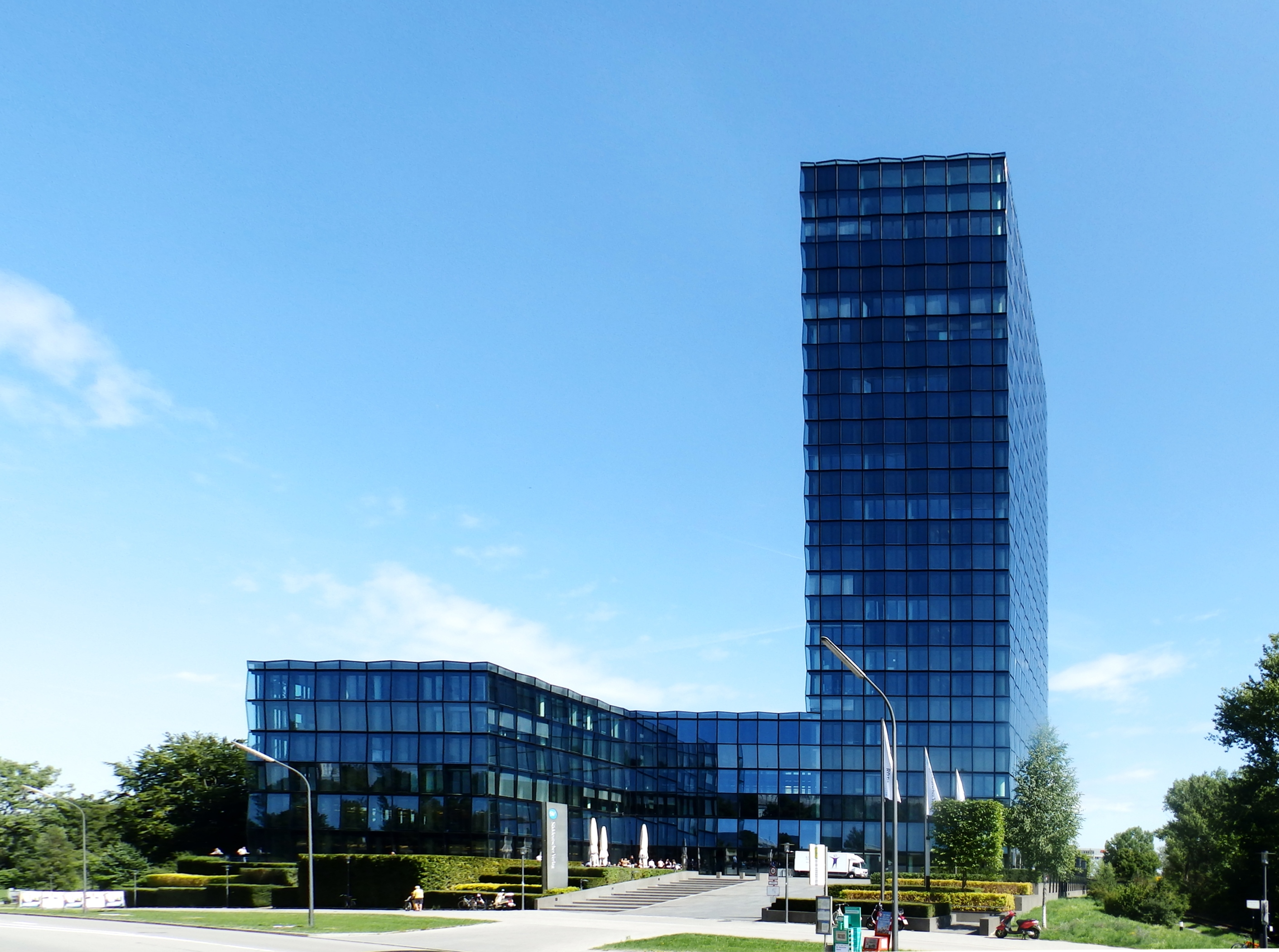
Sede do jornal em Munique

O Süddeutsche Zeitung (SZ) é o maior jornal diário de qualidade na Alemanha e de circulação nacional.
Fundado em 1945 após a Segunda Guerra Mundial, com permissão especial dos Aliados, o Süddeutsche Zeitung foi publicado pela primeira vez em 6 de outubro de 1945.
É publicado diariamente pela editora Süddeutscher Verlag, tendo sua sede em Munique. No fim de semana, a Süddeutsche Zeitung tem uma circulação mais alta e conta com mais de 418 170 exemplares vendidos.
A postura editorial do jornal SZ é liberal e geralmente pendendo para a centro-esquerda. Já a Baviera como um todo tem um longo histórico de conservadorismo político, marcado pela dominação por parte do partido União Social-Cristã, o qual se mantém no poder desde 1949, salvo mínimas interrupções durante esse prolongado período.